# Lista de monarcas do Egito
Esta é uma lista de monarcas do Egito moderno onde estão incluídos os soberanos da dinastia de Maomé Ali que reinaram sobre o Egito entre 1805 a 1953: os quedivas do Quedivato do Egito, os sultões do Sultanato do Egito e os reis do Reino do Egito.
Aqui não constam os faraós, aqui estão os monarcas sem serem faraós. Para ver a lista dos faraós da antiga civilização do Egito Antigo, veja Lista de Faraós.

## Lista de monarcas (1805–1953)

### Wilayah/Quedivado não reconhecido (1805–1867)
| Wāli | Retrato | Parentesco com o predecessor | Início do Reinado      | Fim do Reinado         | Nota                                                                                        |
| --- | ------- | ---------------------------- | ---------------------- | ---------------------- | ------------------------------------------------------------------------------------------- |
| Maomé Ali Paxá محمد علي باشا                                                                                    |         | —                            | 18 de Junho de 1805    | 20 de Julho de 1848    | - Substituído por Ibraim Paxá devido a problemas de saúde;; - Morreu em Alexandria em 1849. |
| Conselho de Regência[c] assumindo os poderes do uáli Maomé Ali Paxá (15 de Abril de 1848 – 20 de Julho de 1848) |         |                              |                        |                        |                                                                                             |
| Ibraim Paxá إبراهيم باشا                                                                                        |         | Filho presumido[d]           | 20 de Julho de 1848    | 10 de Novembro de 1848 | - Reinou até sua morte no Cairo.                                                            |
| Abaz Helmi I Paxá عباس حلمي باشـا                                                                               |         | Sobrinho                     | 10 de Novembro de 1848 | 13 de Julho de 1854    | - Reinou até sua morte em Banha; - Assassinado em circunstâncias pouco claras.[e]           |
| Maomé Saíde Paxá محمد سعيد باشا                                                                                 |         | Meio-tio                     | 14 de Julho de 1854    | 18 de Janeiro de 1863  | - Reinou até sua morte.                                                                     |
| Ismail Paxá إسماعيل باشا                                                                                        |         | Meio-sobrinho                | 19 de Janeiro de 1863  | 8 de Junho de 1867     | - Tornou-se Quediva.                                                                        |

### Quedivado (1867–1914)
| Quediva                             | Retrato | Parentesco com o predecessor | Início do Reinado    | Fim do Reinado         | Nota |
| ----------------------------------- | ------- | ---------------------------- | -------------------- | ---------------------- | --- |
| Ismail Paxá إسماعيل باشا            |         | Veja acima                   | 8 de Junho de 1867   | 26 de Junho de 1879    | - Deposto pelos britânicos e pela França - formalmente removido pelo sultão otomano Abdulamide II; - Morreu no exílio em Istambul em 1895. |
| Maomé Teufique Paxá محمد توفيق باشا |         | Filho                        | 26 de Junho de 1879  | 7 de Janeiro de 1892   | - Reinou até sua morte. - Morreu em Heluã.                                                                                                 |
| Abaz Helmi II Paxá عباس حلمي باشـا  |         | Filho                        | 8 de Janeiro de 1892 | 19 de Dezembro de 1914 | - Deposto pelos britânicos após a eclosão da Primeira Guerra Mundial; - Abdicou em 1931;[f] - Morreu no exílio em Genebra em 1944.         |

### Sultanato (1914–1922)
| Sultão                       | Retrato | Parentesco com o predecessor | Início do Reinado      | Fim do Reinado       | Nota                                       |
| ---------------------------- | ------- | ---------------------------- | ---------------------- | -------------------- | ------------------------------------------ |
| Hussein Kamel حسين كامل      |         | Meio-tio                     | 19 de Dezembro de 1914 | 9 de Outubro de 1917 | - Reinou até sua morte. - Morreu no Cairo. |
| Ahmed Fuad I أحمد فؤاد الأول |         | Meio irmão                   | 9 de Outubro de 1917   | 15 de Março de 1922  | - Tornou-se Rei.                           |

### Reino (1922-1953)
A lista mostra os reis do Egito que comandaram o país após a independência do Reino Unido.
| Nome                                                                                       | Retrato                                   | Nascimento                                              | Casamento(s) e Filho(s)                          | Morte                       | Ref.          |
| ------------------------------------------------------------------------------------------ | ----------------------------------------- | ------------------------------------------------------- | ------------------------------------------------ | --------------------------- | ------------- |
| Fuade I فؤاد الأول 15 de março de 1922 – 28 de abril de 1936 (14 anos e 44 dias)           |                                           | 26 de março de 1868 filho de Ismail Paxá e Ferial Qadin | Shivakiar Ibrahim 30 de maio de 1895 5 filhos    | 28 de abril de 1936 68 anos | [ 13 ]        |
| Fuade I فؤاد الأول 15 de março de 1922 – 28 de abril de 1936 (14 anos e 44 dias)           | Nazli Sabri 12 de maio de 1919 5 filhos   | 26 de março de 1868 filho de Ismail Paxá e Ferial Qadin |                                                  | 28 de abril de 1936 68 anos | [ 13 ]        |
| Faruque فاروق الاول 28 de abril de 1936– 26 de julho de 1952 (Deposto) (16 anos e 89 dias) |                                           | 11 de fevereiro de 1920 filho de Fuade I e Nazli Sabri  | Farida Zulficar 20 de janeiro de 1938 3 filhas   | 18 de março de 1965 45 anos | [ 14 ] [ 15 ] |
| Faruque فاروق الاول 28 de abril de 1936– 26 de julho de 1952 (Deposto) (16 anos e 89 dias) | Narriman Sadek 6 de maio de 1951 3 filhos | 11 de fevereiro de 1920 filho de Fuade I e Nazli Sabri  |                                                  | 18 de março de 1965 45 anos | [ 14 ] [ 15 ] |
| Fuade II 26 de julho de 1952 – 18 de junho de 1953 (Designado) (327 dias)                  |                                           | 16 de janeiro de 1952 filho de Faruque e Narriman Sadek | Dominique-France Loeb-Picard 16 de abril de 1976 | Vivo                        | [ 16 ]        |